# Fábio Félix
Fábio Felix Silveira (Brasília, 20 de dezembro de 1985) é um assistente social, professor e político brasileiro filiado ao PSOL. Nas eleições de 2022 foi reeleito para o segundo mandato na Câmara Legislativa do Distrito Federal, se tornando o deputado distrital mais votado da história do DF. É ativista dos direitos LGBT, dos direitos humanos  e fundador do PSOL no Distrito Federal. Mestre pela Universidade de Brasília, é servidor público socioeducativo do Distrito Federal, além de professor nos cursos de Serviço Social da Universidade Católica de Brasília e da UnB.

## Biografia
Filho de Kátia Felix e Elizeu José da Silveira, servidores públicos da Justiça do Trabalho. Irmão de Mônica Felix, artista plástica e professora da Secretaria de Educação do Distrito Federal e Juliana Felix, enfermeira da Secretaria de Saúde do Distrito Federal.
É formado em Serviço Social pela Universidade de Brasília, onde também obteve o grau de mestre em Política Social em 2014.

## Carreira Política
Iniciou sua trajetória política no movimento estudantil da Universidade de Brasília, foi coordenador do Centro Acadêmico de Serviço Social da UnB entre 2004 e 2006. Assumiu a coordenação geral do Diretório Central dos Estudantes da UnB em 2007. Em 2008, junto com milhares de estudantes participou da ocupação da reitoria na universidade contra a corrupção e pela democratização da instituição. Em 2010, após concurso público, assumiu o cargo de assistente social do sistema socioeducativo do Distrito Federal, tendo trabalhado no Centro de Atendimento Juvenil Especializado (CAJE), na Unidade de Internação de Planaltina, onde foi supervisor da equipe psicossocial, na Unidade de Internação de São Sebastião e na Unidade de Internação do Recanto das Emas. Em 2012, atuou na assessoria técnica da gestão do sistema socioeducativo.
Em 2003, se assumiu gay e iniciou a militância ainda adolescente no movimento LGBT, tendo participado da ONG Estruturação, foi fundador do grupo KLAUS, primeiro coletivo LGBT da UnB, participou da coletiva Baderna LGBT, entre outros grupos, fóruns e debates.
Em 2006, começou a participar do grupo Violes (Grupo de pesquisa sobre violência e exploração sexual contra crianças, adolescentes e mulheres). Colaborou como coordenador técnico do projeto "A trajetória social do adolescente em situação de exploração sexual na rodoviária e setor comercial sul de Brasília".

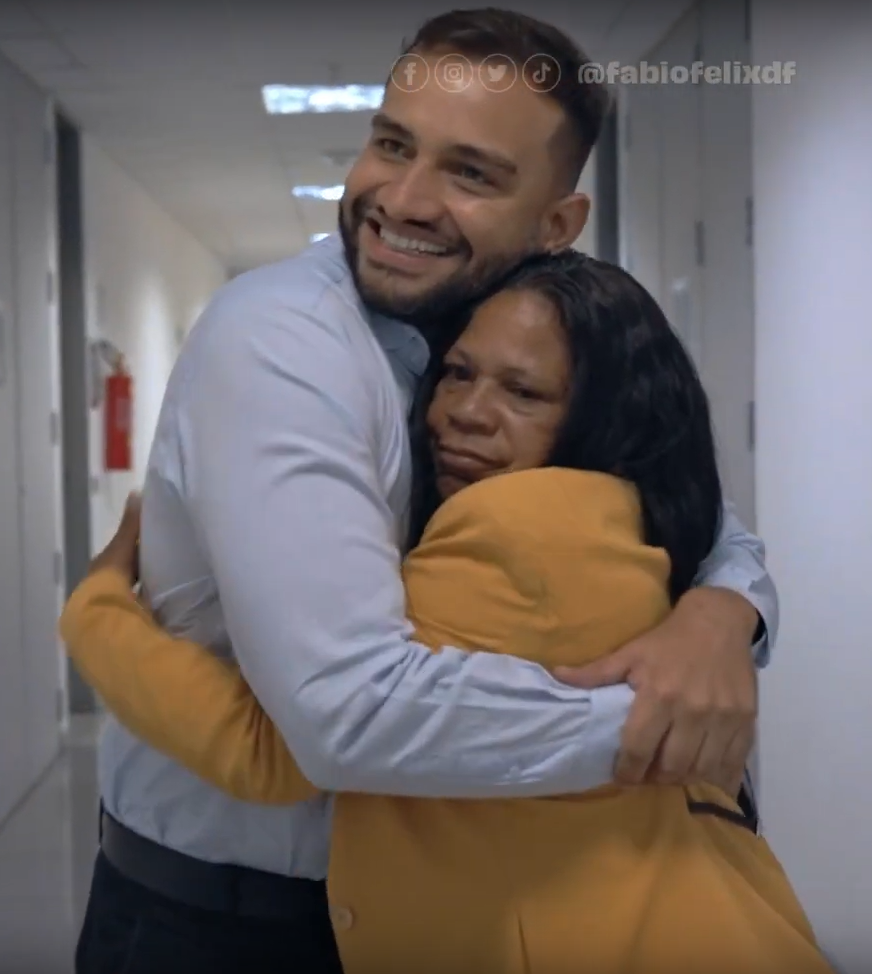
Fábio Félix e a ativista Irmã Mônica na Câmara dos Deputados (2023).

Em 2005, foi um dos fundadores do Partido Socialismo e Liberdade, onde atuou como secretário de juventude e militante de base. Ocupou em diferentes composições do diretório posições de colaborador. Nas eleições de 2014, foi candidato a deputado distrital, tendo obtido 6.257 votos. Assumiu a presidência do diretório regional do PSOL no Distrito Federal em 2017, após ser eleito em congresso do partido.
Em 2016, foi eleito presidente do Conselho dos Direitos da Criança e do Adolescente do Distrito Federal (CDCA) e no ano seguinte atuou como vice-presidente desse conselho. Sua trajetória é marcada pela defesa dos direitos humanos e pelos direitos das crianças e dos adolescentes.

### Deputado Distrital
Em 2018 foi novamente candidato a deputado distrital, sendo eleito com mais de 10 mil votos, pela coligação PSOL e PCB. Tornou-se assim o primeiro parlamentar homossexual assumido a exercer mandato na Câmara Legislativa do Distrito Federal (CLDF).
No inicio da legislatura foi eleito presidente da Comissão de Defesa dos Direitos Humanos, Cidadania, Ética e Decoro Parlamentar. Além de assumir a liderança da Minoria na Câmara Legislativa.
Nas eleições de 2022, foi reeleito deputado distrital com 51.792 votos, tornando-se o candidato à CLDF mais votado na história.

## Desempenho em eleições
| Ano  | Eleição                        | Partido | Cargo              | Votos          | Resultado  |
| ---- | ------------------------------ | ------- | ------------------ | -------------- | ---------- |
| 2006 | Distritais no Distrito Federal | PSOL    | Deputado Distrital | 790 (0,06%)    | Não eleito |
| 2014 | Distritais no Distrito Federal | PSOL    | Deputado Distrital | 6.257 (0,43%)  | Não eleito |
| 2018 | Distritais no Distrito Federal | PSOL    | Deputado Distrital | 10.955 (0,79%) | Eleito     |
| 2022 | Distritais no Distrito Federal | PSOL    | Deputado Distrital | 51.792 (3,10%) | Eleito     |